# Володимир Шевчук
Володи́мир Шевчу́к (хресне ім'я Васи́ль; 23 січня 1917, Шіго (Шего), провінція Саскачеван, Канада — 6 січня 1994, Оттава, Канада) — український греко-католицький священник-василіянин, релігійний діяч в Канаді, засновник друкарні оо. Василіян у Торонто, протоігумен Канадської провінції ЧСВВ (1953—1958).

## Життєпис
Василь Шевчук народився в Шіго в провінції Саскачеван у родині Петра Шевчука та Євдокії з дому Сорохан, які приїхали до Канади з Галичини разом із першими українськими заробітчанами: батько — із Заліщиків, а мати — з Коломиї.
23 липня 1932 р. вступив на новіціат отців Василіян у Мондері, де на облечинах в монашу рясу отримав чернече ім'я Володимир. Перші обіти склав 11 березня 1934 р., професію вічних обітів — 14 жовтня 1939, а на священика був рукоположений єпископом Василем Ладикою, 16 травня 1943, у Вінніпезі.
Ревно виконував покладені на нього обов'язки: від 1943 до 1944 був парохом у Дервент, Альберта; від 1944 до 1950 — ігуменом монастиря і парохом церкви святих апостолів Петра й Павла в Мондері, а також професором василіянського схоластикату і директором друкарні. Від 1951 до 1953 був ігуменом і засновником василіянської друкарні в Торонто. Від 1953 до 1958 — протоігуменом Канадської Провінції. Від 1958 до 1964 — парохом церкви св. Івана Хрестителя в Оттаві; від 1964 до 1970 — протоконсультором Провінції і парохом церкви св. Миколая у Вінніпезі. Від 1970 до 1971 — парохом у Веґревіл; від 1972 до 1979 — парохом храму св. Василія у Торонто та організатором нової парафії св. Володимира в Торнгіл. Від 14 серпня 1979 — настоятелем монастиря св. Йосафата в Оттаві, а від 14 жовтня 1979 був парохом парафії св. Івана Хрестителя в Оттаві, де збудував Крайовий собор.
Помер 6 січня 1994 в Оттаві. Похований у Вінніпезі.